# 웅진도독부
웅진도독부(熊津都督府)는 660년(의자왕 20년) 백제가 멸망한 뒤 당나라가 그 고지(故地)에 설치한 행정 관청으로, 5도독부의 하나이다.

## 한반도의 웅진도독부
나당연합군에 의해 백제가 멸망한 후 옛 백제 영토를 신라로부터 가로챈 당은 웅진(오늘날의 공주)에 웅진도독부를 설치, 도독으로 왕문도(王文度)를 임명하여 백제 유민들을 다스리게 하였다. 후에는 5도독을 없애고 통할케 하다가 665년 백제 왕자 부여융(扶餘隆)을 도독에 임명하여 신라·당과의 화친 맹약을 하였다. 그러다가 677년(문무왕 17년) 신라가 이를 한반도에서 축출하고 옛 백제 영토를 탈환하였다.

## 웅진도독부의 행정구역
웅진도독부는 백제의 옛 영토에 도독부 직할의 13현과 지방 7주등을 설치했다. 단 이 지방 행정체계는 백제 부흥운동과 나당 전쟁 등으로 계획으로 그치거나 제 구실을 못하다가 결국 신라에 의해 철폐되었다.
0. 도독부都督府-백제의 옛 수도인 사비성을 중심으로 충남 대부분의 지역을 직할했다. 13현
백제의 옛 수도인 사비성을 중심으로 충남 대부분의 지역을 직할했다.
- 우이현隅夷縣-도독부 소재지이자 백제의 수도였던 사비성으로 추측된다. 우이는 동이족 9종족 중의 하나이다.

- 신구현神丘縣-부여 인근에 있었던 것으로 여겨진다. 석성현이 있던 부여군 석성면(?). 신구는 후한이 흉노족을 토벌했던 산 이름이다.

- 윤성현尹城縣-원래 열기현(悅己縣). 충남 청양군 정산면

- 인덕현麟德縣-원래 고량부리현(古良夫里縣). 충남 청양군

- 산곤현散昆縣-원래 신촌현(新村縣) 보령시 주포면

- 안원현安遠縣-원래 구시파지(仇尸波知), 위치는 미상

- 빈문현賓汶縣-원래 비물현(比勿縣). 서천군 비인면

- 귀화현歸化縣-원래 마사량(麻斯良), 위치는 미상이지만 비슷한 이름으로 군산시 옥구면의 옛 이름인 마서량(麻西良)과 유사하다.

- 매라현邁羅縣-마한의 만로국과 이름이 비슷하다. 만로국은 보령시 남포면에 있었다.

- 감개현甘介縣-원래 고막부리(古莫夫里)이다. 마한의 감해비리국과 유사한데 홍성군 금마면의 옛 이름이 감개이다. 하지만 고려시대 전까지 이 지역은 군현이 설치된 바가 없었다.

- 내서현奈西縣-미상, 단 백제시대에 논산시 북쪽에 있던 니산현(尼山縣)과 유사하다.

- 득안현得安縣-원래 덕근지현德近支縣)으로 불린 논산시 가야곡면.

- 용산현龍山縣-원래 고마산(古麻山)인데 설은 분분하다. 마산현(馬山縣)이 있던 서천군 한산면설도 있다

1. 동명주東明州-웅진(熊津, 공주)을 중심으로 4현을 관할했다.
- 웅진현熊津縣-공주시

- 노신현鹵辛縣-원래 아로곡(阿老谷)인데 위치는 미상, 아로곡은  반남군 노안현 이름과 같지만 거리상 불가능하다.

- 구지현仇知縣-신라시대 금지현(金池縣), 지금의 세종특별자치시 전의면

- 부림현富林縣-원래 벌음지현(伐音支縣), 신라시대에 청음현(淸音縣)으로 개명한 공주시 신풍면

2. 지심주支(水변尋)州-관할 현 수는 9현, 지심주는 위치 비정이 재검토되어야 할 것이다. 일단 치소가 있던 지심현을 예산군으로 보고 산하 현들도 그 근방으로 비정되었지만 현들의 원래 이름중에 상당수가 전라북도 일원에 있던 지명과 같거나 유사하다.
- 기문현己汶縣-원래 이름이 금물(今勿)이라 하여 신라시대에 금무현今武縣으로 불린 예산군 고덕면으로 비정되었는데 정작 일본서기에 기문(己汶)이라는 이름 그대로 백제와 가야의 분쟁지역으로 나오므로 위치상 백제와 가야의 경계선상에 위치했을 것이다.

우륵의 12곡 중의 하나로 나오는 하기물이 있던 남원시일 것이다.
- 지심현支尋縣-원래 지삼(只三)이라 하여 임존성으로 추측되었다.

- 마진현馬津縣-원래 고산(孤山), 오산(烏山)이라는 다른 이름으로 예산군일대로 비정되었는데 전북 진안군 마령면의 백제 시대 지명인 마돌현(馬突縣)의 다른 이름도 마진현(馬珍縣)이었다.

- 자래현子來縣-원래 부수지(夫首支) 당진군의 백제 시대 이름인 벌수지(伐首支)와 유사하다.

- 해례현解禮縣-원래 해리이(皆利伊) 미상

- 고노현古魯縣-원래 고마지(古麻只) 미상

- 평이현平夷縣-원래 지류(知留) 미상

- 산호현珊瑚縣-원래 사호살(沙好薩) 미상

- 융화현隆化縣-원래 거사물현(居斯勿縣). 임실, 장수 일대이다.

3. 노산주魯山州-관할 현은 6현 논산의 옛 이름인 노성과 유사하나 지금의 익산 일대로 비정된다.
- 노산현魯山縣-원래 감물아현(甘勿阿縣). 지금의 익산시 함열읍

- 당산현唐山縣-원래 구지지산현(仇知只山縣). 신라시대 금구현(金溝縣)인 지금의 김제시 금구면

- 순지현淳遲縣-원래 두시(豆尸)인데 비숫한 이름으로 두시이현(豆伊縣)인 전주시 이서면

- 지모현支牟縣-원래 지마마지(只馬馬知)인데 금마저(金馬渚)로 불린 익산시 금마면

- 오잠현烏蠶縣-원래 마사지(馬知沙) 미상

- 아착현阿錯縣-원래 원촌(遠村)인데 이름만으로는 옛날 여수시의 이름과 같지만 거리상 다른 곳으로 여겨진다. 비슷한 이름으로 전주시의

옛 이름인 완산(完山) 또는 원산圓山이 있다.
4. 고사주古四州-고사주의 원래 이름은 고사부리현(古沙夫里縣) 5현을 관할했다.
- 평왜현平倭縣-원래 이름은 고사부리현(古沙夫里縣), 지금의 정읍시 내

- 대산현帶山縣-원래 대시산군(大尸山郡) 나중에 태인현(泰仁縣)이 되었다. 지금의 정읍시 대산면.

- 벽성현辟城縣-원래 벽골(辟骨)이라 불린 김제시

- 좌찬현佐贊縣-원래 상두(上杜) 신라시대 상질현(尙質縣)인 고창군 흥덕면

- 순모현淳牟縣-원래 두내지현(豆乃知縣), 신라시대 만경현(萬頃縣)인 김제시 만경면

5. 사반주沙泮州-소재지는 무시이현(武尸伊縣)이었던 영광군으로 관할 4현
- 모지현牟支縣-원래 무시이현(武尸伊縣), 지금의 전남 영광군

- 무할현無割縣-원래 모량부리현(毛良夫里縣),지금의 전북 고창군

- 좌노현佐魯縣-원래 상노현(上老縣), 지금의 고창군 상하면

- 다지현多支縣-원래 부지(夫只)인데 백제시대 다기현(多岐縣)으로 불린 나주시 문평면으로 추정된다.

6. 대방주帶方州-치소는 죽군성(竹軍城)이 있던 두힐현(豆肹縣). 지금의 나주시 다시면, 관할현은 6현
- 지류현至留縣-원래 지류(知留). 위치는 미상

- 군나현軍那縣-원래 굴내(屈奈)이므로 신라시대 함풍현이 있던 전남 함평군

- 도산현徒山縣-원래 추산(抽山), 진도군 군내면

- 반나현半那縣-그 이름 그대로 원래 반나부리(半奈夫里)라 불린 나주시 반남면

- 죽군현竹軍縣-원래 두힐현(豆肹縣). 나주시 다시면

- 포현현布賢縣-파로미(巴老彌), 발라군(發羅郡). 나주시

7. 분차주分嵯州-원래 파지성(波知城) 율지현(栗支縣)이 있던 담양군 금성면으로 관할 현은 4현. 분차주는 이름 때문에 순천시로 비정되기도 한다.
- 귀단현貴旦縣-원래 구사진혜(仇斯珍兮) 지금의 장성군 진원면

- 수원현首原縣-원래 매성평(買省坪). 미상

- 고서현皐西縣-원래 추자혜군(秋子兮郡). 지금의 담양

- 군지현軍支縣-원래 굴지(屈支縣) 담양군 창평면?

## 축출 이후
나당 전쟁에서 당나라가 신라에 패배함으로써 웅진도독부는 축출당했고 이에 당나라는 웅진도독부를 옛 고구려의 성인 건안성으로 옮겼다. 여기서 웅진도독 부여융은 계속해서 중국 내의 백제 유민들을 모아서 다스렸고 이에 당초에 당나라의 한반도 침략을 위한 기구였던 웅진도독부는 만주에서의 백제인의 자치기구로 변화했다. 그리고 백제의 문화와 풍속을 보존하며 소고구려와 공존하다가 나중에 소고구려와 같이 발해에 흡수되었다.

## 같이 보기
- 안동도호부
- 계림대도독부

## 참고 문헌
- 김부식 (1145), 《삼국사기》  〈권28 백제본기 제육(百濟本紀第六) 의자왕(위키문헌 번역본)〉  /(국사편찬위원회 > 한국사데이타베이스 번역본)
- 이 문서에는 다음커뮤니케이션(현 카카오)에서 GFDL 또는 CC-SA 라이선스로 배포한 글로벌 세계대백과사전의 "〈신라의 삼국통일〉" 항목을 기초로 작성된 글이 포함되어 있습니다.